# Gatesville (Texas)
Gatesville es una ciudad ubicada en el condado de Coryell en el estado estadounidense de Texas. En el Censo de 2010 tenía una población de 15 751 habitantes y una densidad poblacional de 682,93 personas por km².

## Geografía
Gatesville se encuentra ubicada en las coordenadas 31°26′19″N 97°44′46″O / 31.43861, -97.74611. Según la Oficina del Censo de los Estados Unidos, Gatesville tiene una superficie total de 23.06 km², de la cual 23.05 km² corresponden a tierra firme y (0.04 %) 0.01 km² es agua.

## Demografía
Según el censo de 2010, había 15 751 personas residiendo en Gatesville. La densidad de población era de 682,93 hab./km². De los 15 751 habitantes, Gatesville estaba compuesto por el 70.78 % blancos, el 20.03 % eran afroamericanos, el 0.53 % eran amerindios, el 0.5 % eran asiáticos, el 0.03 % eran isleños del Pacífico, el 6.54 % eran de otras razas y el 1.59 % pertenecían a dos o más razas. Del total de la población el 17.14 % eran hispanos o latinos de cualquier raza.

## Política
El Departamento de Justicia Criminal de Texas (TDCJ) gestiona prisiones para mujeres en Gatesville. Los prisiones para mujeres son la Unidad Christina Crain, la Unidad Mountain View, la Unidad Hilltop, la Unidad Dr. Lane Murray, y la Unidad Linda Woodman. Mountain View tiene el "corredor de la muerte" del estado para mujeres. El TDCJ gestiona la Unidad Alfred D. Hughes, un prisión para hombres, en Gatesville.
En 2012 las prisiones de Gatesville tenían 5552 prisioneras y 2958 prisioneros, y también 2600 empleados.

## Galería

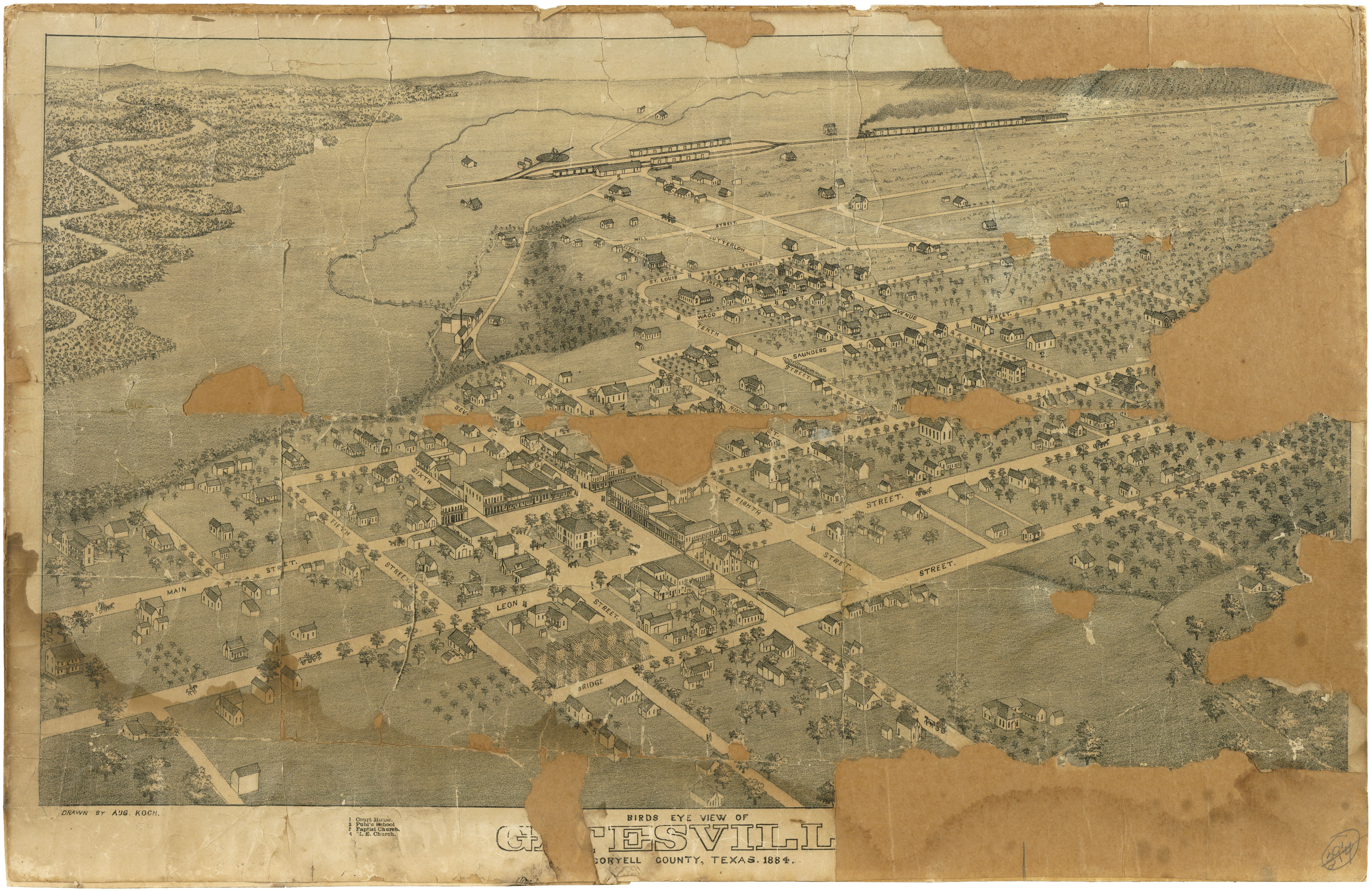
Mapa de Gatesville, 1884
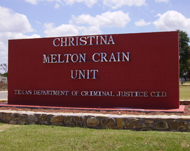
La Unidad Christina Crain